# Heinz Steguweit
Heinz Steguweit (né le 19 mars 1897 à Cologne, mort le 25 mai 1964 à Halver) est un écrivain allemand, qui publie aussi sous le pseudonyme de Lambert Wendland.

## Biographie
Heinz Steguweit était le fils d'un négociant en pétrole originaire de la Prusse orientale. Il s'engage pour faire la Première Guerre mondiale. En 1916, il est atteint par des armes chimiques pendant la bataille de la Somme, il est aveugle pendant un an. Il retourne se battre mais est blessé grièvement en Artois et dans la Flandre. Après la guerre, il travaille de 1918 à 1925 comme employé de banque. Au début des années 1920, il s'engage dans un cercle catholique proche du mouvement völkisch qui proteste contre l'occupation de la Rhénanie.
Lors de l'arrivée des nazis au pouvoir en mai 1933, Steguweit devient membre du parti. En octobre 1933, il est signataire du texte Gelöbnis treuester Gefolgschaft. Steguweit obtient le poste de rédacteur de la rubrique de politique culturelle de Westdeutscher Beobachter et est le directeur pour le Gau de Cologne-Aix-la-Chapelle de la Chambre de la littérature du Reich. Il se montre fidèle au régime nazi jusqu'à sa disparition.
Après la guerre, beaucoup de ses œuvres sont mis à l'index en République démocratique allemande.
Heinz Steguweit, après des poèmes, écrit pendant la République de Weimar des nouvelles et des pièces de théâtre, traitant la guerre et de l'après-guerre de façon héroïque. Sous le Troisième Reich, il se fait un nom en servant l'idéologie nazie. Après 1945, il se contente de livres pour enfants, des pièces de théâtre et des Festschriften sans idéologie.

## Source de la traduction
- (de) Cet article est partiellement ou en totalité issu de l’article de Wikipédia en allemand intitulé « Heinz Steguweit » (voir la liste des auteurs).